# Wszystko, co chcielibyście wiedzieć o seksie
Wszystko, co chcielibyście wiedzieć o seksie... (ang. The Sex Files w Ameryce i Sex Sense w Europie) – kanadyjski program nadawany na kanale Discovery Channel. Program przedstawiał rozmowy na temat kilku kwestii: seksualności, genetyki, rozmnażania, orientacji seksualnej, dojrzewania, itp. Nagość przedstawiona jest z naukowego punktu widzenia - pokazano dokładnie to, co jest tematem odcinka. 
"Doktor Catherine Hood zajmuje się naukowymi badaniami na temat popędu płciowego, o których rzadko kiedy myśleliśmy, ponieważ zajmowaliśmy się zwykłymi metodami pożądania."
"Serial ukazuje nam ciekawe wywiady, oraz wypowiedzi ludzi zawodowo związanych z erotyką, pornografią, nagością i "uprawianiem miłości". Głównym celem serialu jest poszerzenie widzom wiedzy na temat seksu, oraz wszystkiego co z nim związane."
Dotychczas wyemitowano 6 serii po 13-14 odcinków. 
Począwszy od odcinka 41 (sezon 4), program jest nadawany w wysokiej rozdzielczości.

## Spis odcinków

### Sezon 1
| Lp. | Tytuł oryginalny       | Tytuł polski     | Nr w sezonie |
| --- | ---------------------- | ---------------- | ------------ |
| 01  | The Erection           | Erekcja          | 01           |
| 02  | Breasts                | Piersi           | 02           |
| 03  | Orgasm                 | Orgazm           | 03           |
| 04  | The Birds and the Bees | Ptaki i pszczoły | 04           |
| 05  | Aphrodisiacs           | Afrodyzjaki      | 05           |
| 06  | Fantasy                | Fantazje         | 06           |
| 07  | The Affair             | Romans           | 07           |
| 08  | Fetish                 | Fetysz           | 08           |
| 09  | Gender                 | Płeć             | 09           |
| 10  | Hair                   | Owłosienie       | 10           |
| 11  | What is Sexy?          | Co jest sexy?    | 11           |
| 12  | Girl Power             | Seksapil         | 12           |
| 13  | Birth Control          | Antykoncepcja    | 13           |

### Sezon 2
| Lp. | Tytuł oryginalny  | Tytuł polski                    | Nr w sezonie |
| --- | ----------------- | ------------------------------- | ------------ |
| 14  | Sex Drive         | Topografia kobiecego ciała      | 01           |
| 15  | The Act           | Akt płciowy                     | 02           |
| 16  | The Vagina        | Kobieta, sex i orgazm           | 03           |
| 17  | Sexual Signals    | Seksualne sygnały               | 04           |
| 18  | Sexual Senses     | Kiedy pryskają zmysły           | 05           |
| 19  | Sex for One       | Sex dla jednej osoby            | 06           |
| 20  | Puberty           | Dojrzewanie                     | 07           |
| 21  | Homosexuality     | Homoseksualizm                  | 08           |
| 22  | The Rear End      | Pupa                            | 09           |
| 23  | Sexual Cycle      | cykl seksualny                  | 10           |
| 24  | Love Juices       | Płyny miłości                   | 11           |
| 25  | Circumcision      | Obrzezanie                      | 12           |
| 26  | Intersexed People | Obojnactwo                      | 13           |
| 27  | Myths             | Idealny kochanek (Obalamy mity) | 14           |

### Sezon 3
| Lp. | Tytuł oryginalny      | Tytuł polski              | Nr w sezonie |
| --- | --------------------- | ------------------------- | ------------ |
| 28  | Testicles             | Jądra                     | 01           |
| 29  | Celibacy              | Celibat                   | 02           |
| 30  | Addiction             | Mania seksu               | 03           |
| 31  | Better Sex            | Lepszy seks (Udany seks)  | 04           |
| 32  | Sexual Reconstruction | Seksualna rekonstrukcja   | 05           |
| 33  | Menopause             | Menopauza                 | 06           |
| 34  | Future Sex            | Przyszłość seksu          | 07           |
| 35  | Sex & Culture         | Seks i kultura            | 08           |
| 36  | Sex & Disabilities    | Seks i niepełnosprawność  | 09           |
| 37  | Sex vs. Love          | Seks a miłość             | 10           |
| 38  | Healing Sex           | Zbawienne działanie seksu | 11           |
| 39  | Pregnancy             | Ciąża                     | 12           |
| 40  | Sexpertise            | Sekspertyza               | 13           |

### Sezon 4
| Lp. | Tytuł oryginalny  | Tytuł polski                    | Nr w sezonie |
| --- | ----------------- | ------------------------------- | ------------ |
| 41  | Sex Toys          | Zabawki erotyczne               | 01           |
| 42  | Kinky Sex         | Perwersyjny seks                | 02           |
| 43  | Rated X           | Filmy porno                     | 03           |
| 44  | Beyond Monogomy   | Nie tylko monogamia             | 04           |
| 45  | Pleasure and Pain | Przyjemność i ból               | 05           |
| 46  | The Kiss          | Pocałunek                       | 06           |
| 47  | The Strip         | Striptiz                        | 07           |
| 48  | The Bi-Way        | Biseksualiści                   | 08           |
| 49  | Baring it All     | Obnażyć wszystko (Nudyzm)       | 09           |
| 50  | No Sex Please     | Tylko nie seks                  | 10           |
| 51  | Dirty Jokes       | Frywolne żarty (Sprośne kawały) | 11           |
| 52  | Makin' it Work    | Żeby zagrało                    | 12           |
| 53  | More Kinky Sex    | Jeszcze więcej perwersji        | 13           |

### Sezon 5
| Lp. | Tytuł oryginalny         | Tytuł polski                                | Nr w sezonie |
| --- | ------------------------ | ------------------------------------------- | ------------ |
| 54  | First Date               | Pierwsza randka                             | 01           |
| 55  | Sun, Sand and Sex        | Słońce, piasek i seks                       | 02           |
| 56  | The Boobtube             | Goło i wesoło                               | 03           |
| 57  | Top Ten Sexiest Clothes  | 10 najseksowniejszych ubrań                 | 04           |
| 58  | The Love Glove           | Rękawiczka miłości                          | 05           |
| 59  | Top Ten Sexy Things      | 10 najseksowniejszych rzeczy                | 06           |
| 60  | Sexercise                | Seks i sport                                | 07           |
| 61  | Top Ten Sexual Fantasies | 10 najpopularniejszych fantazji seksualnych | 08           |
| 62  | Erotic Origins           | Pochodzenie erotyzmu                        | 09           |
| 63  | His Sexy Makeover        | Jego seksualna przemiana                    | 10           |
| 64  | Her Sexy Makeover        | Jej seksualna przemiana                     | 11           |
| 65  | The Wedding              | Ślub                                        | 12           |
| 66  | Making of the Sex Files  | Sens seksu                                  | 13           |

### Sezon 6
| Lp. | Tytuł oryginalny            | Tytuł polski                              | Nr w sezonie |
| --- | --------------------------- | ----------------------------------------- | ------------ |
| 67  | Virginity                   | Dziewictwo                                | 01           |
| 68  | Marriage Makeover           | Małżeństwo                                | 02           |
| 69  | The Brothel                 | Burdel                                    | 03           |
| 70  | Breasts                     | Piersi                                    | 04           |
| 71  | Sex and Beauty              | Sex i uroda                               | 05           |
| 72  | Girls on Top                | Dziewczyny na topie                       | 06           |
| 73  | Sex and Aging               | Sex i starość                             | 07           |
| 74  | Top Ten Myths               | Dziesięć najlepszych mitów                | 08           |
| 75  | Touch                       | Dotyk                                     | 09           |
| 76  | Sex and Rock 'n' Roll       | Sex i Rock 'n' Roll                       | 10           |
| 77  | Satisfaction                | Satysfakcja                               | 11           |
| 78  | Top Ten Archetypes          | Dziesięć najlepszych archetypów człowieka | 12           |
| 79  | Sextracurricular Activities | Seksualny program nauczania               | 13           |